# Leptocarpus potamiscus
Leptocarpus potamiscus är en kräftdjursart som först beskrevs av Kemp 1917.  Leptocarpus potamiscus ingår i släktet Leptocarpus och familjen Palaemonidae. Inga underarter finns listade i Catalogue of Life.